# أرييه فاردي
أرييه فاردي (بالعبرية: אריה ורדי‏) (مواليد 1937)     هو عازف بيانو كلاسيكي وقائد أوركسترا ومعلم بيانو إسرائيلي.
حصل على جائزة إسرائيل في الموسيقى عام 2017. 

## حياته
ولد فاردي في تل أبيب  وتخرج من أكاديمية روبين (أعيدت تسميتها إلى مدرسة بوخمان ميهتا للموسيقى في عام 2005) وحصل على شهادة في القانون من جامعة تل أبيب.  حصل على دبلوم العزف المنفرد من أكاديمية مدينة بازل للموسيقى. وكان من بين معلمي الموسيقى بول بومغارتنر (بيانو)، وبيير بوليز وكارلهاينز ستوكهاوزن (تأليف موسيقي).  ثم أصبح أستاذًا للبيانو ورئيسًا للقسم في أكاديمية روبين، ثم أصبح فيما بعد رئيسًا للمدرسة. 

## بداياته الموسيقية
بدأ فاردي مسيرته الموسيقية في سن الخامسة عشرة بفوزه بمسابقة شوبان في إسرائيل ومسابقة جورج إنيسكو الدولية في بوخارست. 
يؤدي فاردي بانتظام دور عازف منفرد، حيث يعزف المجموعة الكاملة من المقطوعات الموسيقية لباخ وموزارت، والتي عزف جزءًا منها على هامرفلوغل. تشمل معزوفاته العديد من الأعمال الإسرائيلية، والتي كان الكثير منها مخصصًا له. في موسم 2001، قام فاردي بإخراج وإدارة وعزف سلسلة من خمس حفلات موسيقية مع أوركسترا الحجرة الإسرائيلية. تضمنت السلسلة التي تحمل عنوان "كونشرتو البيانو" اثني عشر كونشيرتوًا تتراوح من باخ إلى القرن الحادي والعشرين.

## جوائز
في عام 2004 مُنح جائزة وزير التربية والتعليم له على إنجاز العمر. وفي عام 2017 حصل فاردي على جائزة إسرائيل.  

## روابط خارجية
- الموقع الرسمي